# Veaceslav Molotov
Veaceslav Mihailovici Molotov (în rusă Вячесла́в Миха́йлович Мо́лотов, n. 25 februarie/9 martie 1890, Kukarka⁠(d), RSFS Rusă, URSS – d. 8 noiembrie 1986, Moscova, RSFS Rusă, URSS), sovietic, politician și diplomat, a fost unul dintre cei mai importanți conducători ai guvernului sovietic, începând din deceniul al treilea al secolului trecut, când a fost propulsat la putere de către protectorul său, Stalin, până în deceniul al șaselea, când a fost destituit din toate funcțiile de Nikita Hrușciov. A fost principalul semnatar, din partea sovietică, al pactului de neagresiune sovieto-german din 1939.

## Tinerețea
Molotov s-a născut în satul Kukarka (azi Soviețk în Oblastul Kirov) cu numele de Veaceslav Mihailovici Skriabin (Скря́бин), fiind fiul unui vânzător de magazin. Era nepotul compozitorului Alexandr Skriabin. A urmat școala secundară în Kazan și a devenit membru al facțiunii bolșevice a Partidului Social Democrat al Muncii din Rusia în 1906. În lupta politică și-a luat pseudonimul Molotov (din cuvântul rusesc молот (molotok), "ciocan"). A fost arestat pentru prima oară în 1909 și a petrecut doi ani în exil în Siberia. În 1911 a fost admis la cursurile Institutului Politehnic din Sankt Peterburg și, de asemenea, a devenit membru al colectivului redacțional al ziarului Pravda, publicația clandestină bolșevică. În colectivul de redacție a fost coleg cu Stalin. În 1913, Molotov a fost din nou arestat și deportat la Irkutsk, dar în 1915 a evadat și s-a reîntors în capitală.

## Cariera politică de început
În 1916, Molotov a devenit membru al comitetului de partid din Petrograd, iar când a izbucnit Revoluția din Februarie 1917 era unul dintre puținii bolșevici mai importanți din capitală. Sub conducerea lui, Pravda s-a situat în opoziția de "stânga" față de Guvernul provizoriu care se formase după victoria revoluției. La revenirea lui Stalin în capitală, linia politică stabilită de Molotov a fost schimbată radical. În cele din urmă, la revenirea din exil a liderului necontestat al partidului, Lenin, Stalin a fost dat la o parte și linia politică a ziarului a fost restaurată. În ciuda acestui fapt, Molotov a devenit protejatul lui Stalin, alături de care și-a câștigat puterea, (ca și capacitatea de a supraviețui). Molotov a fost membru al Comitetului Militar Revoluționar care a planificat preluarea puterii în octombrie 1917.
În 1918, Molotov a fost trimis în Ucraina să ia parte la luptele războiului civil care izbucniseră în zonă, dar nu a avut nicio implicare, neavând vreo pregătire militară. În 1920 a devenit Secretar General al Partidului Bolșevic Ucrainean. În 1922, când Stalin a devenit secretar general al Partidului Bolșevic, Molotov a fost rechemat la Petrograd, ca membru al secretariatului partidului, zonă în care treptat s-a concentrat toată puterea. Protejat de Stalin, Molotov a devenit membru al Comitetului Central în 1921 și membru al Politburo-ului în 1926.
În timpul luptelor pentru putere care au urmat morții lui Lenin din 1924, Molotov a fost un sprijinitor loial al lui Stalin împotriva diferiților rivali: mai întâi Lev Troțki, mai apoi Lev Kamenev și Grigori Zinoviev și, în cele din urmă, Nikolai Buharin. Molotov a devenit un personaj de frunte în "centrul stalinist" al partidului, care îi mai includea și pe Kliment Voroșilov, Lazar Kaganovici, Sergo Ordjonikidze și Serghei Kirov. Troțki și sprijinitorii lui l-au subestimat pe Molotov, așa cum au făcut-o mulți alții. Troțki îl numea pe Molotov „mediocritatea personificată”, dar prostia lui aparentă ascundea o minte ascuțită și un mare talent administrativ. El a lucrat în special din umbră și și-a promovat o imagine de birocrat fără culoare – era singurul bolșevic care purta costum și cravată, de exemplu.

## Prim-ministru
Când aliatul lui Buharin, Alexei Rîkov, a fost îndepărtat din funcția de președinte al Sovietului Comisarilor Poporului (prim-ministru) în 1930, Molotov a fost succesorul său. Din acest post el a supravegheat cea mai mare revoluție socială din timpul regimului stalinist, colectivizarea agriculturii. Molotov a dus la îndeplinire sarcinile trasate de Stalin în domeniul agriculturii folosind fără rezerve forța pentru a zdrobi împotrivirea țăranilor la colectivizare. Printre aceste măsuri s-a numărat deportarea milioanelor de kulaci (chiaburi) în lagărele de muncă, unde cei mai mulți au pierit. Molotov a condus personal Comisia Extraordinară pentru Predarea Cerealelor din Ucraina, care a confiscat o cantitate oficială de 4,2 milioane tone de cereale din hambarele țăranilor lăsați să moară de foame. Istoricii din zilele noastre estimează că între 4 și 6 milioane de ruși și ucraineni au murit (fie din cauza foamei, fie din cauza condițiilor inumane din lagărele de muncă unde au fost deportați chiaburii) în timpul colectivizării agriculturii. Molotov a supravegheat, de asemenea, punerea în practică a primului plan cincinal conceput pentru industrializarea forțată a țării.
Asasinarea lui Serghei Kirov în 1934, (acțiune pe care mulți istorici ai zilelor noastre o consideră ordonată chiar de Stalin), a declanșat o nouă criză, Marea Epurare, care la început s-a desfășurat la o intensitate redusă, în anii 1935 – 1936, pentru a ajunge la paroxism în 1937 – 1938 (vezi Procesele de la Moscova), când cei mai importanți bolșevici, tovarăși ai lui Lenin, au fost arestați, judecați și executați pe baza unor acuzații false de trădare și spionaj, iar milioane de cetățeni sovietici de rând au fost executați sau deportați în Gulag. Deși epurările au fost duse la îndeplinire de șefii poliției secrete Genrih Iagoda, Nicolai Ejov și Lavrenti Beria, Molotov, ca prim-ministru, a fost implicat în cel mai înalt grad. Stalin i-a cerut deseori lui Molotov, ca și altor membri ai Biroului Politic, să semneze condamnările la moarte ale celor mai importante victime ale epurărilor, primul ministru fiind de fiecare dată de acord cu pedeapsa capitală, fără nici un fel de obiecție. Nu există vreo dovadă că Molotov ar fi încercat să-l tempereze pe Stalin, sau că ar fi încercat să salveze pe cineva, așa cum au făcut alți lideri ai partidului.
În ciuda tuturor frământărilor, în timpul în care Molotov s-a aflat în fruntea guvernului, Uniunea Sovietică a progresat foarte mult (dar cu uriașe costuri umane), din punct de vedere industrial. Ascensiunea lui Adolf Hitler și transformarea Germaniei într-o dictatură, au făcut ca dezvoltarea industriei grele sovietice producătoare de armament modern să fie o prioritate națională, iar Molotov și Comisarul Poporului pentru Industrie, Kaganovici, au fost cei care au îndeplinit cu succes această misiune. Doar dezvoltarea industriei grele i-a permis Uniunii Sovietice să învingă în cel de-al doilea război mondial. Totodată însă, epurările comandanților Armatei Roșii, în care Molotov a fost total implicat, au slăbit grav capacitatea de apărare ale țării și au dus la dezastrele militare din 1941 și 1942. Pe termen lung, distrugerea fermelor țărănești individuale și înlocuirea lor cu colhozuri și sovhozuri a lăsat moștenire o subproducție cronică, pentru care regimul sovietic nu a găsit nici o soluție.
Datorită epurărilor, Molotov era considerat, în general, adjunctul lui Stalin și succesorul lui pe termen lung, deși el însuși a avut precauția să nu încurajeze astfel de sugestii. Ziaristul american John Gunther scria în 1938: "Molotov are o frunte fină, arată și acționează ca un profesor francez de la Medicină – ordonat, precis, pedant. El este ... un om cu o inteligență deosebită și cu o mare influență. Molotov e vegetarian și antialcoolic. Stalin îi dă o mulțime de sarcini murdare."

## Ministru de externe

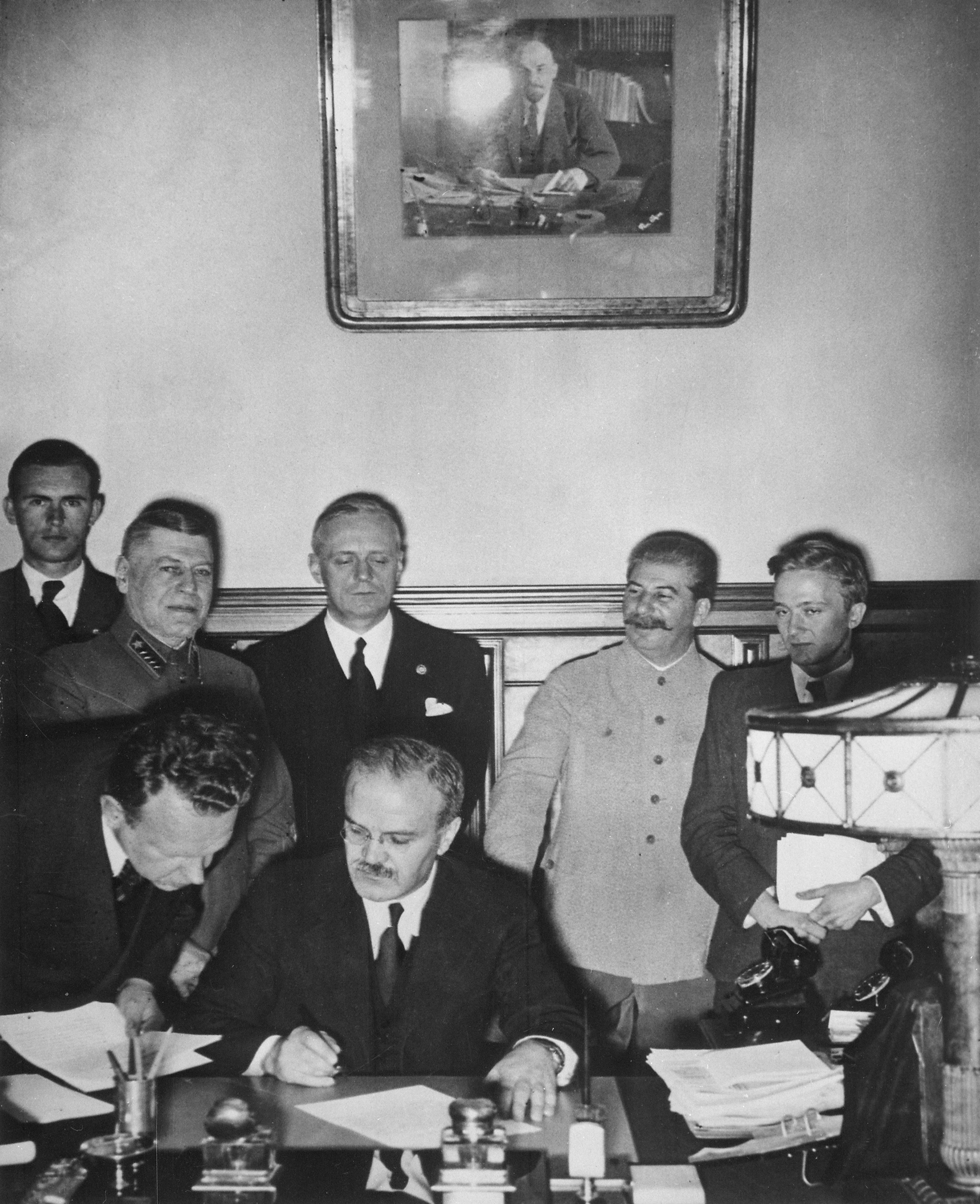
Molotov semnând Pactul germano-sovietic de neagresiune. În spatele lui se află Ribbentrop şi Stalin.

În 1939, ca urmare a Acordului de la München din 1938 prin care Franța și Anglia au trădat Cehoslovacia și au lăsat-o la discreția lui Hitler, Stalin a ajuns la concluzia că nu este posibilă edificarea unui sistem funcțional de securitate colectivă împotriva Germaniei Naziste prin semnarea unor alianțe cu puterile occidentale, care rămâneau credincioase politicii de împăciuitorism, sau cu Polonia, care nu agrea ideea prezenței trupelor sovietice în țară. De aceea, Stalin a decis că un pact de neagresiune cu Germania era absolut necesar, pentru a abate atenția lui Hitler către Polonia și țările occidentale, asigurând Uniunii Sovietice timpul necesar pregătirilor pentru războiul care era, totuși, inevitabil. În luna mai a anului 1939, ministrul de externe Maxim Litvinov (care era evreu și considerat, datorită acestui fapt, nepotrivit pentru negocieri cu germanii) a fost schimbat din funcție, Molotov succedându-i în acest post, în vreme ce Stalin a devenit prim-ministru.
La început, Hitler a respins sugestiile sovietice referitoare la semnarea unui tratat, dar la începutul lunii august, date fiind planurile de invadare a Poloniei, care îl expuneau atacului dinspre vest al aliaților Poloniei, l-a autorizat pe ministrul său de externe, Joachim von Ribbentrop, să înceapă negocieri serioase. Pe 18 august a fost parafat un tratat comercial, iar pe 22 august Ribbentrop a zburat la Moscova pentru semnarea unui tratat oficial de neagresiune. Deși acest tratat este cunoscut sub numele de Pactul Molotov-Ribbentrop, Molotov și Ribbentrop au acționat doar ca împuterniciți ai patronilor lor politici, Stalin și Hitler. Cea mai importantă parte a tratatului a fost de fapt protocolul expansionist secret, care prevedea împărțirea Poloniei și a statelor baltice între Germania și URSS, ca și anexarea Basarabiei (în acea vreme provincie a României, în zilele noastre teritoriu împărțit între Republica Moldova și Ucraina), de către Uniunea Sovietică. Acest protocol i-a dat lui Hitler mână liberă pentru invadarea Poloniei, pe 1 septembrie 1939, și l-a asigurat că nu va trebui să facă față amenințării sovietice în eventualitatea unei confruntări cu puterile occidentale.
Ca urmare a prevederilor pactului, Stalin primea, din parte germanilor dreptul să ocupe Estonia, Letonia și Basarabia cât și o parte a Poloniei, la est de linia Curzon, o zonă în care ucrainenii și belarușii erau majoritari. Stalin căpăta libertate de acțiune și raporturile cu Finlanda. În timpul războiului sovieto-finlandez care a urmat, datorită rezistenței îndârjite a finlandezilor și proastei conduceri militare sovietice, scandinavii au reușit să-și salveze independența, pierzând totuși anumite teritorii. Germania a fost autorizată să ocupe două treimi din Polonia, (zone care au fost anexate la statul nazist), ca și Lituania, dar prevederile pactului au fost schimbate mai târziu, alocând Lituania sferei sovietice de interes, în schimbul unor rectificări teritoriale favorabile germanilor în Polonia. Toate aceste anexări expansioniste au dus la suferințe uriașe și mari pierderi de vieți omenești în țările care au fost ocupate și împărțite de cele două dictaturi,germană și sovietică.
Pactul Molotov-Ribbentrop a fost piatra fundamentală a relațiilor sovieto-germane până în iunie 1941, când Hitler, după ce a înfrânt Franța și (după părerea sa) a neutralizat Anglia, a hotărât să înceapă expansiunea în est. După atacarea URSS-ului de către Germania, Molotov a inițiat și a condus negocieri cu Anglia și mai târziu cu Statele Unite pentru formarea unei alianțe. În acest scop a călătorit la Londra, în 1941, și la Washington, în 1942. În 1942 a semnat Tratatul de alianță anglo-sovietic. A primit asigurările lui Franklin D. Roosevelt și Winston Churchill cu privire la crearea unui "al doilea front în Europa". Molotov l-a însoțit pe Stalin la Conferința de la Teheran din 1943, la Conferința de la Yalta din 1945 și la Conferința de la Potsdam, care a urmat înfrângerii Germaniei. A reprezentat Uniunea Sovietică la Conferința de la San Francisco, care a creat Organizația Națiunilor Unite. În timpul războiului, Molotov s-a dovedit, ca purtător de cuvânt al lui Stalin, un negociator tenace și un apărător ferm al intereselor sovietice.

## Cariera postbelică
În perioada postbelică, poziția lui Molotov a început să-și piardă din importanță. În 1949 a fost înlocuit din funcția de ministru de externe de către Andrei Vîșinski, rămânând însă adjunct al acestuia și, de asemenea, păstrându-și poziția în Biroul Politic. După moartea lui Andrei Jdanov, care fusese privit ca cel mai probabil succesor al lui Stalin, acesta împreună cu Beria au început să plănuiască începerea unui nou val epurări, care i-ar fi îndepărtat pe cei mai mulți vechi lideri de partid, așa cum erau Molotov și Voroșilov. Noii conducători de partid, Gheorghi Malenkov și Nikita Hrușciov, au început să se bucure de încrederea și de sprijinul lui Stalin.
Un semn clar al situației precare în care se afla Molotov a fost arestarea soției sale, comunista Polina Jemciujina (1897 - 1970), de origine evreiască, în decembrie 1948, pentru acuzația de "trădare". La cel de-al XIX-lea Congres al Partidului Comunist din 1952, Molotov a fost ales în noul Prezidiu lărgit al partidului Comunist, dar a fost exclus din Comitetul Permanent al Prezidiului, însă acest fapt nu a fost făcut public. Se pare că moartea lui Stalin din 1953 l-a salvat pe Molotov de la epurare.
După moartea lui Stalin, a urmat o rearanjare a alianțelor dintre liderii sovietici, în urma căreia poziția lui Molotov a fost întărită. Beria a fost arestat și executat, Molotov redevenind ministru de externe în guvernul lui Malenkov. Dar adevăratul conducător al partidului și statului sovietic avea să devină noul secretar general, Nikita Hrușciov. El a patronat o liberalizare treptată în politica internă a țării și un "dezgheț" în politica externă, care s-a manifestat între altele prin reconcilierea cu guvernul iugoslav și cu Tito. Pe acesta din urmă, Stalin îl exclusese din mișcarea comunistă internațională patronată de sovietici. Molotov, ca demnitar din vechea gardă stalinistă, părea din ce în ce mai depărtat de noile realități. În ciuda acestui fapt, el a reprezentat încă o dată, cu tenacitatea cunoscută, URSS la o conferință internațională, și anume la Conferința de la Geneva din 1955, unde s-au discutat problemele securității europene, dezarmării și reunificării Germaniei.
Evenimentele care au dus la ieșirea de pe scena politică a lui Molotov au început în 1956, când Hrușciov a lansat o neașteptată denunțare a lui Stalin la cel de-al XX-lea Congres al Partidului Comunist. Stalin a fost atacat atât pe tema epurărilor din cel de-al patrulea deceniu, cât și pe tema înfrângerilor catastrofale de la începutul celui de-al doilea război mondial, pe care Hrușciov le-a pus pe seama încrederii prea mari a lui Stalin în promisiunile lui Hitler, cât și pe seama epurărilor din Armata Roșie. De vreme ce Molotov era cel mai important colaborator al lui Stalin încă în viață și jucase un rol atât de important în aceste epurări, era clar că direcția în care se îndreptau acțiunile lui Hrușciov ducea la examinarea rolului jucat de ministrul de externe în aceste crime politice și la îndepărtarea lui de la putere. Molotov a devenit de aceea conducătorul „vechii gărzi” care se opunea lui Hrușciov, deși azi nu este clar dacă a complotat să-l răstoarne pe secretarul general, așa cum s-a afirmat în epocă, sau nu.
În iunie 1956, Molotov a fost schimbat din funcția de ministru de externe, iar în 1957 Hrușciov i-a denunțat pe Molotov, Malenkov, Kaganovici și Voroșilov ca făcând parte din „Grupul antipartinic”, care ar fi complotat să reinstaureze metodele staliniste de conducere. Molotov a fost dat afară din Biroul Politic al Comitetului Central și a fost trimis ambasador în Mongolia. În 1960 a fost numit în funcția de reprezentant al Uniunii Sovietice la Agenția Internațională pentru Energia Atomică, fapt interpretat ca o reabilitare parțială. Dar, după Congresul al XXII-lea al Partidului Comunist al Uniunii Sovietice din 1961, la care Hrușciov și-a dus campania antistalinistă la un nou nivel, Molotov a fost schimbat din toate funcțiile și a fost dat afară din partid. În martie 1962 s-a anunțat că Molotov s-a retras din viața publică.
În timpul pensionării forțate, Molotov nu s-a căit nicio clipă pentru rolul pe care l-a jucat în perioada stalinistă. După ruptura chino-sovietică, există dovezi că ar fi aprobat criticile lui Mao Zedong la adresa revizionismului lui Hrușciov.
Molotov a fost reabilitat parțial în timpul lui Konstantin Cernenko, când, în 1984, i s-a permis să reintre în rândurile Partidului Comunist. A murit la vârsta de 96 de ani la Moscova, pe 8 noiembrie 1986, cu cinci ani înaintea dizolvării Uniunii Sovietice. A fost înmormântat în cimitirul Novodevici din Moscova. Felix Ciuev a publicat postum o colecție de interviuri cu Molotov: Memoriile lui Molotov: În mijlocul politicii Kremlinului. În 1990, cu puțin timp înaintea dizolvării URSS-ului, guvernul lui Mihail Gorbaciov a denunțat oficial Pactul Molotov-Ribbentrop, în urma căruia fuseseră anexate statele baltice și Basarabia și fusese împărțită Polonia.